# Дилан Альварес
Дилан Питер Альварес (англ. Dylan Peter Alvarez; род. 11 апреля 1986, Лос-Анджелес, США, также известный под сценическими псевдонимами Funny Man и King Kong) — участник рэпкор-группы Hollywood Undead, проектов Dead Planets и Bastard Wax Crew.
В группе Hollywood Undead состоит с момента её образования, исполняет свой отрывок во многих песнях. Funny Man’ом его назвал брат другого участника группы Charlie Scene Джейк, потому что шутки Дилана были очень «остроумными», и это казалось смешным. Исполняет все куплеты в песнях No Other Place, Delish, Cashed Out. Женат на Anna Behr, и в 2017 году у них родилась дочь Холлидэй.

## Маски
В 2006 году носил простую тканевую сетчатую маску чёрного цвета без каких-либо рисунков, поверх которой Дилан обычно носил солнечные очки.

### Swan Songs
Чёрная маска в виде угрюмого лица, напоминающего морду гориллы. Под правым глазом три жёлтых точки, на левой щеке инициалы FM.

### American Tragedy
Во времена альбома Swan Songs Дилану перестали нравиться такие маски, и он вернулся к прежней тканевой маске. На левой щеке был изображен щит с «кричащим» черепом с двумя мечами и инициалами «FM», над черепом была надпись «undead». Сохранились три точки на правой щеке, только теперь они стали белыми и были расположены так: две сверху, одна снизу.

### Notes From The Underground
Маска выглядит, как маска лучадоров (мексиканских борцов). Маска чёрная тканевая с белым «лицом гориллы» (как отсылка к псевдониму «King Kong»). Как и на предыдущих масках, присутствуют инициалы «fm», но на этот раз они расположены на лбу, также сохранились три белые точки.

### Day Of The Dead
Во время тура в 2014 году Дилану перестала нравиться его маска, поэтому он начал носить свою старую маску (из American Tragedy). На его маске красуется надпись «LA», где нижняя часть буквы «L» является горизонтальной частью буквы «A». Три точки справа вернулись в своё прежнее расположение — одна сверху, две снизу. Маска не покрывает шею, а заканчивается под подбородком, как маска из прежнего альбома.

### Five
Маска, визуально напоминающая череп гориллы и хоккейную маску, под правым глазом три точки. Имеется три варианта расцветки: красная маска с белыми точками, синяя маска с серебряными точками, чёрная маска с золотыми точками.

## Дискография

### В составе Hollywood Undead
- 2008: Swan Songs
- 2009: Swan Songs B-Sides EP
- 2009: Desperate Measures
- 2010: Swan Songs Rarities EP
- 2011: American Tragedy
- 2011: American Tragedy Redux
- 2013: Notes From The Underground
- 2015: Day of the Dead
- 2017: Five
- 2018: Psalms EP
- 2020: New Empire, Vol. 1